# Soto de Cerrato
Soto de Cerrato – gmina w Hiszpanii, w prowincji Palencia, w Kastylii i León, o powierzchni 12,94 km². W 2011 roku gmina liczyła 190 mieszkańców.